# Bakukuya
Les Bakukuya sont un peuple d'Afrique centrale établi principalement en république du Congo, notamment dans la région des plateaux, et au Gabon. Ils font partie du groupe Téké.